# Place Viru
La place Viru (estonien : Viru väljak), était une place au centre de Tallinn.

## Présentation
Elle a existé en tant que place jusqu'en 2002, date du début de la construction du Viru Keskus. 
Il ne reste qu'un rond-point et le nom l'ancienne place. 
Le rond-point au centre de la place est l'intersection de trois rues principales de Tallinn: Pärnu maantee, Narva maantee, Mere puiestee et deux plus petites Viru: tänav et Vana-Viru tänav. 
Les quatre lignes de tramway de Tallinn passent par le rond-point.

## Bâtiments autour de la place Viru
- Metro Plaza, Place Viru 2
- Nordic Hotel forum, Place Viru 3
- Sokos Hotel Viru, Place Viru 4
- Viru Keskus, Place Viru 4/6
- Terminal de bus, Place Viru 6
- Parc Tammsaare

## Galerie

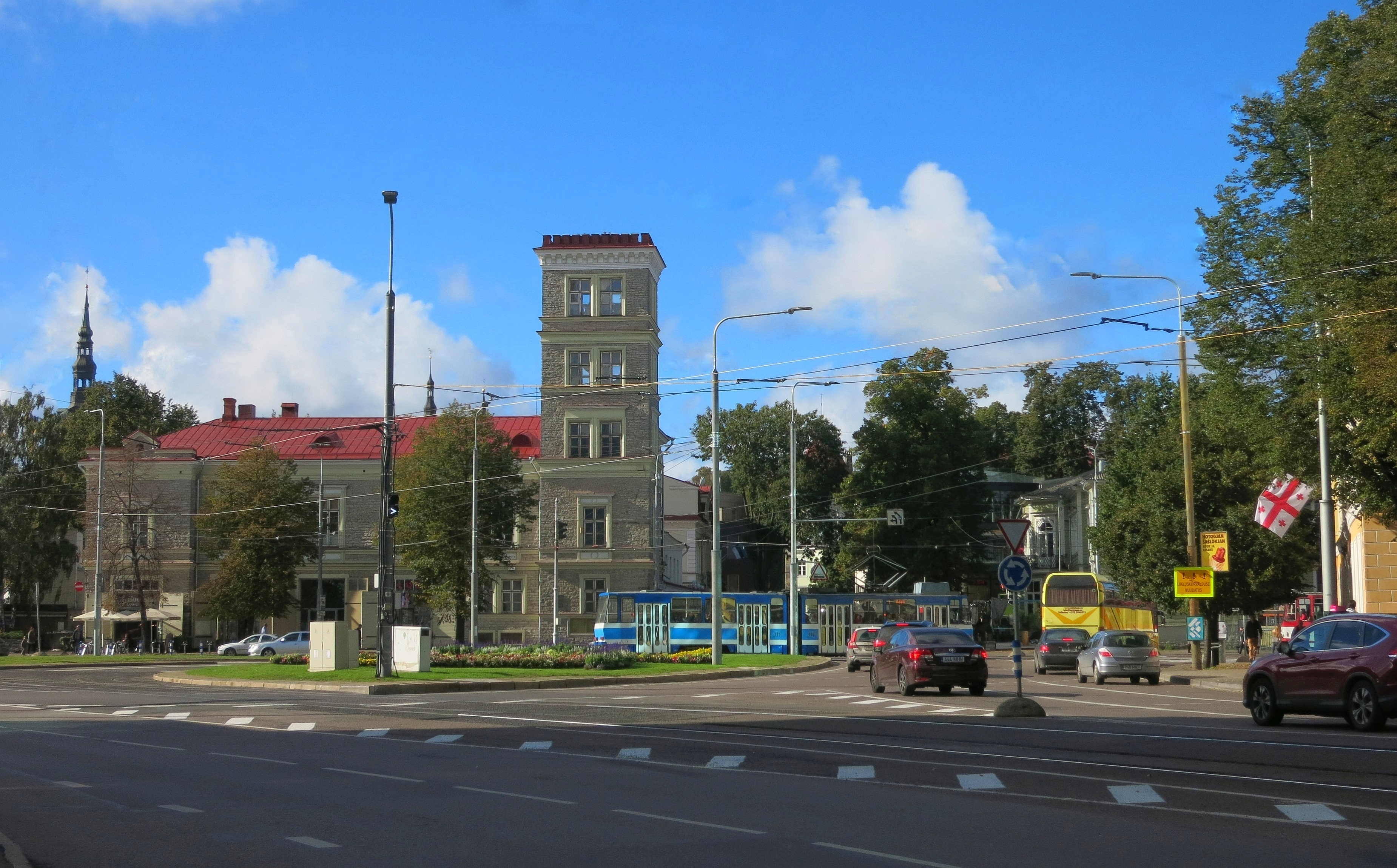
La place Viru, au fond l’ancienne caserne de pompiers.
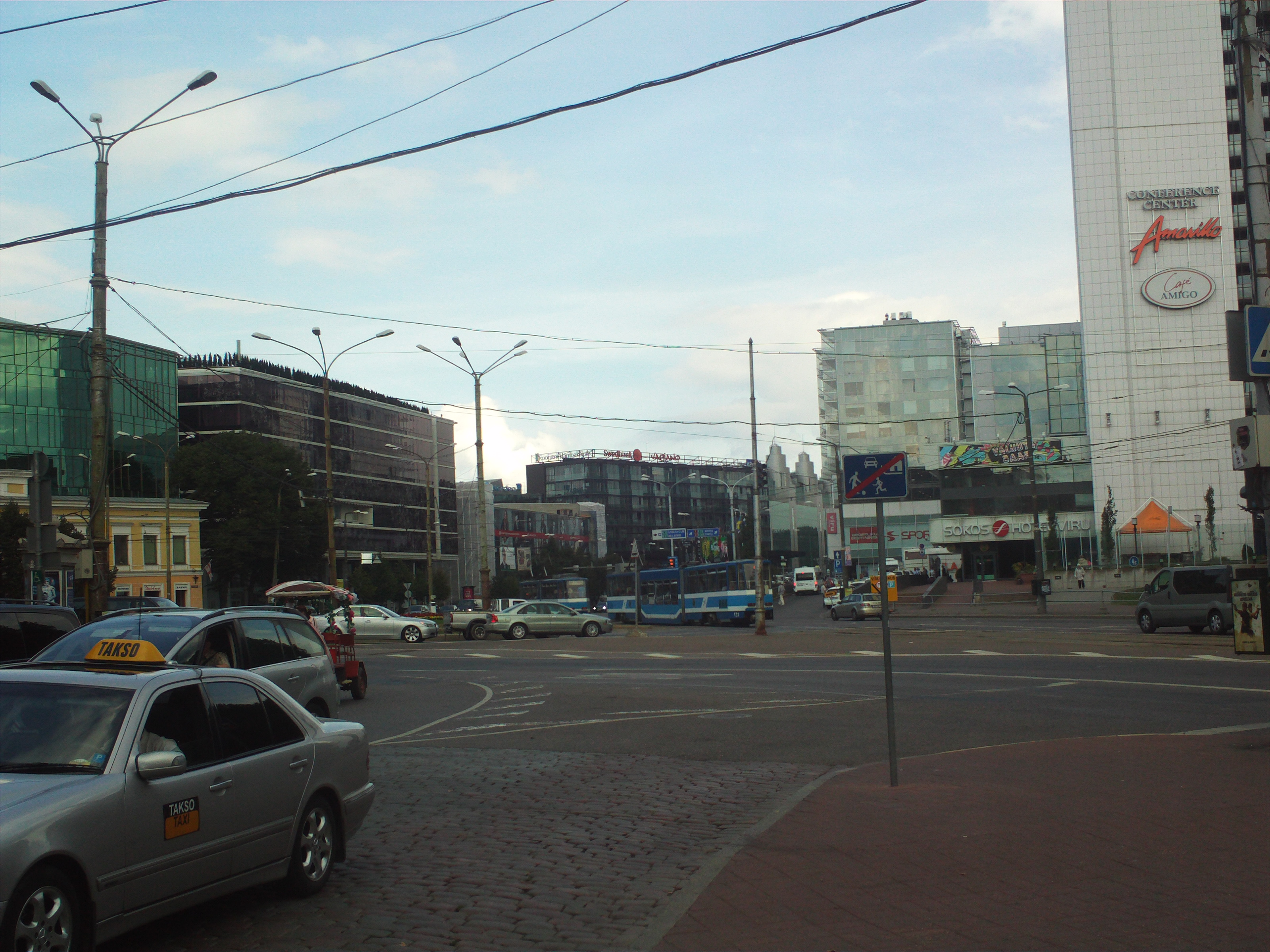
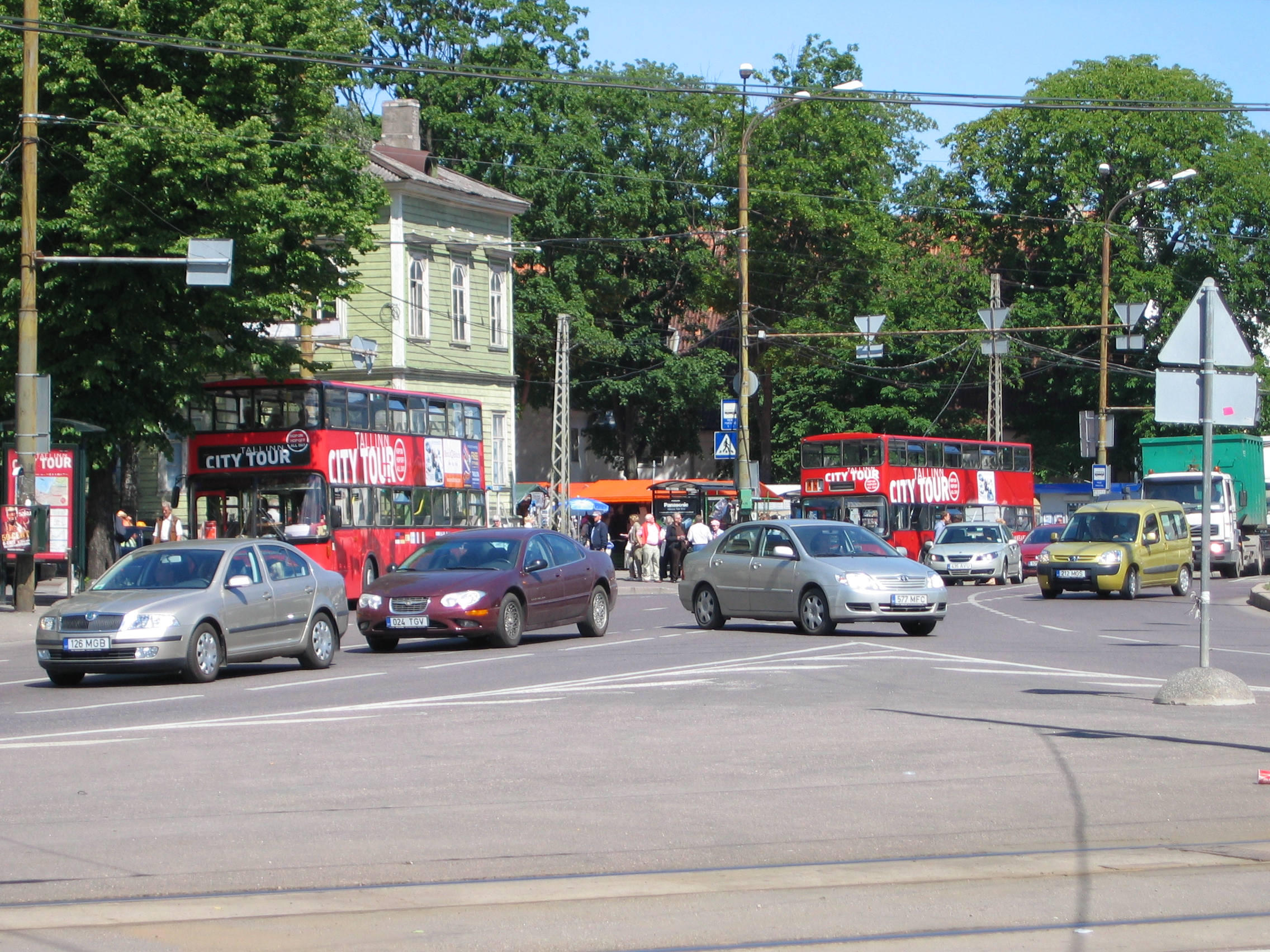
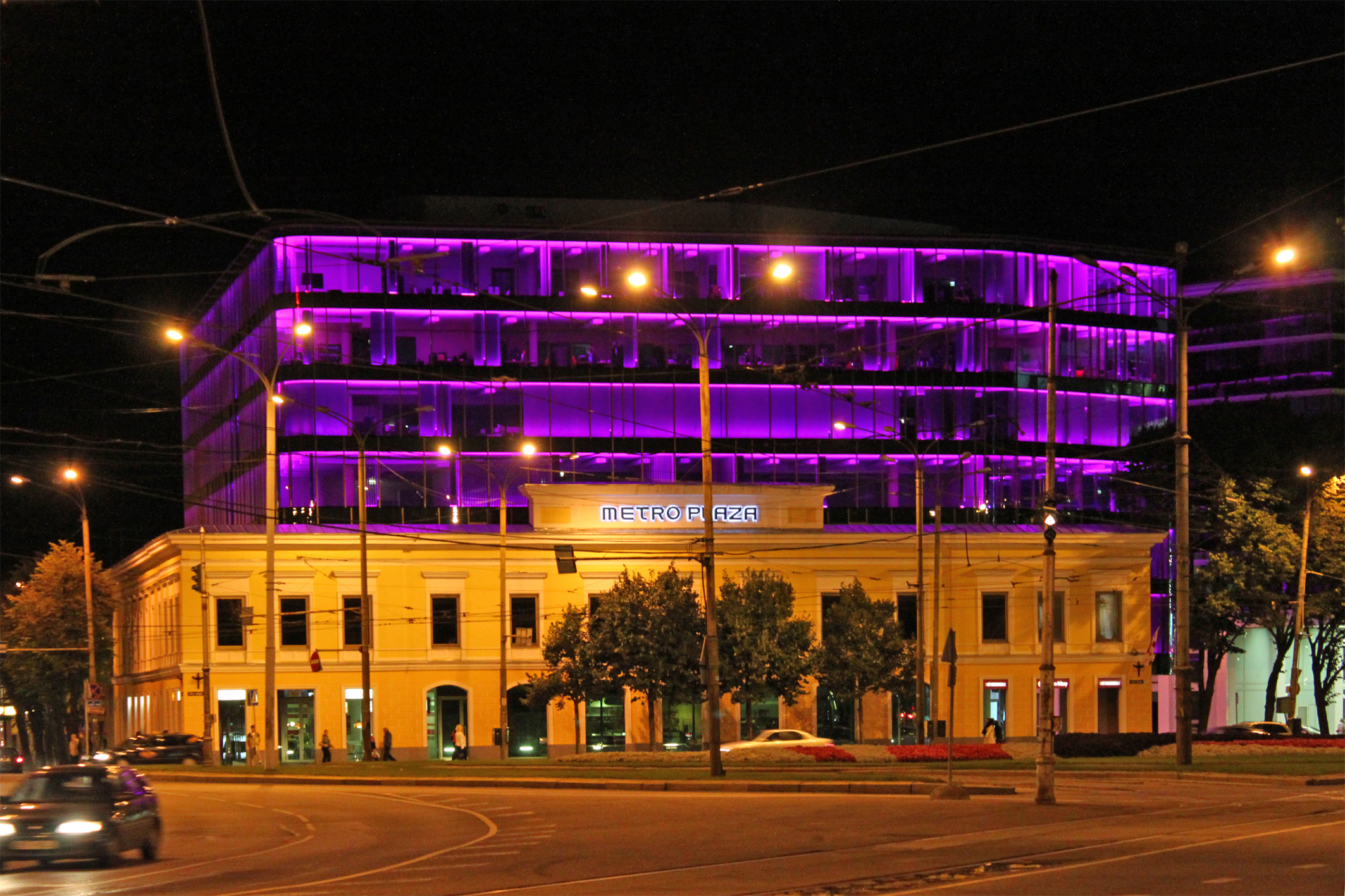
Metro Plaza.